# 聖勒林茨

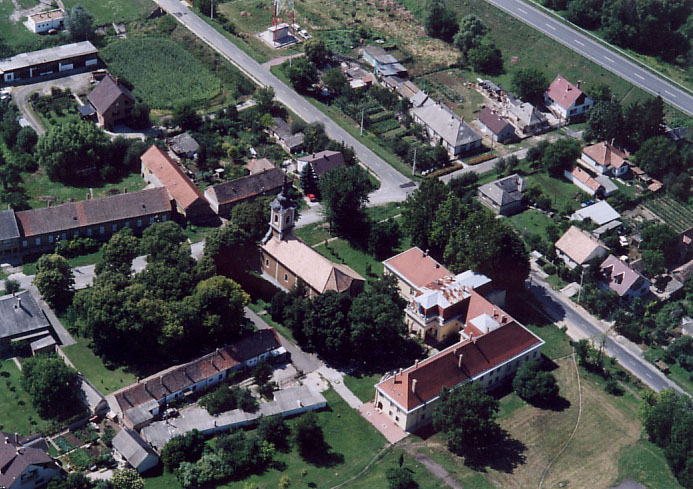

聖勒林茨是匈牙利的城鎮，位於該國西南部，距離首府佩奇20公里，由巴蘭尼亞州負責管轄，面積27.81平方公里，2010年人口6,974，其中約七成居民信奉天主教。